# Krasław (novads 2009–2021)
Krasław (łot.: Krāslavas novads) – jeden z łotewskich novadsów, funkcjonujący w latach 2009–2021.

## Historia
Novads powstało na terenach należących przed 2009 do rejonu Krasław.
W skład novadsu wchodziło miasto Krasław oraz 11 pagastsów: Auleja, Indra, Izvalta, Kalnieši, Kaplava, Kombuļi, Krāslava, Piedruja, Robežnieki, Skaista i Ūdrīši. Jego stolicą zostało miasto Krasław.
Zlikwidowany w ramach reformy administracyjnej 30 czerwca 2021. Wszedł w całości w skład nowego, większego novadsu Krasław.